# Vitry-lès-Cluny
Vitry-lès-Cluny is een plaats en voormalige gemeente in het Franse departement Saône-et-Loire in de regio Bourgogne-Franche-Comté en telt 65 inwoners (2009). De plaats maakt deel uit van het arrondissement Mâcon.

## Geschiedenis
Vitry-lès-Cluny fuseerde op 1 januari 2017 met Donzy-le-National, Massy en La Vineuse tot de commune nouvelle La Vineuse sur Fregande.

## Geografie
De oppervlakte van Vitry-lès-Cluny bedraagt 4,8 km², de bevolkingsdichtheid is dus 13,5 inwoners per km².
De onderstaande kaart toont de ligging van Vitry-lès-Cluny met de belangrijkste infrastructuur en aangrenzende gemeenten.

## Demografie
Onderstaande figuur toont het verloop van het inwonertal (bron: INSEE-tellingen).